# Synneuron sylvestre
Synneuron sylvestre är en tvåvingeart som beskrevs av Boris Mamaev och Nina Krivosheina 1969. Synneuron sylvestre ingår i släktet Synneuron och familjen reliktmyggor. Inga underarter finns listade i Catalogue of Life.